# Trojanów (gmina)
Pour les articles homonymes, voir Trojanów.
Trojanów est une gmina (commune) rurale du powiat de Garwolin, dans la Voïvodie de Mazovie, dans le centre-est de la Pologne.
Son siège administratif  est le village de Trojanów, qui se trouve à environ 27 kilomètres au sud-est de Garwolin (siège de la powiat) et 81 kilomètres au sud-est de Varsovie (capitale de la Pologne).
La gmina couvre une superficie de 151,01 km2 pour une population de 7 757 habitants en 2006.

## Histoire
De 1975 à 1998, la gmina est attachée administrativement à la voïvodie de Siedlce. Depuis 1999, elle fait partie de la voïvodie de Mazovie.

## Géographie
La gmina inclut les villages et localités suivantes :
- Babice
- Budziska
- Damianów
- Dębówka
- Derlatka
- Dudki
- Elżbietów
- Jabłonowiec
- Korytnica
- Kozice
- Kruszyna
- Majdan
- Mika
- Mościska
- Mroków
- Ochodne
- Piotrówek
- Podebłocie
- Prandocin
- Ruda
- Skruda
- Trojanów
- Więcków
- Wola Korycka Dolna
- Wola Korycka Górna
- Wola Życka
- Żabianka
- Życzyn

### Gminy voisines
La gmina de Trojanów est bordée des gminy suivantes :
- Kłoczew
- Maciejowice
- Ryki
- Sobolew
- Stężyca
- Żelechów

## Structure du terrain
D'après les données de 2002, la superficie de la commune de Trojanów est de 151,01 km2, répartis comme tel :
- terres agricoles : 69%
- forêts : 34%

La commune représente 11,76% de la superficie du powiat. 

## Démographie
Données du 30 juin 2004 :
| description        | Total  | Total | Femmes | Femmes | Hommes | Hommes |
| ------------------ | ------ | ----- | ------ | ------ | ------ | ------ |
| Unité              | Nombre | %     | Nombre | %      | Nombre | %      |
| population         | 7 827  | 100   | 3 992  | 51     | 3 835  | 49     |
| Densité (hab./km²) | 51,8   | 51,8  | 26,4   | 26,4   | 25,4   | 25,4   |